# 望月城 (近江国)
望月城（もちづきじょう）は、滋賀県甲賀市にあった日本の城。

## 概要
望月城は、戦国時代、近江国の甲賀郡の土豪・望月氏の築いたと考えられる中世城郭で、典型的な甲賀の城の一つ。
東へ張り出した尾根の先端に築かれており、谷を挟んだ南側の尾根には望月支城、南東には杉谷砦、北方には杉谷城がある。

## 文献
甲賀市史編さん委員会編『甲賀市史』第７巻「甲賀の城」（2012年）